# Willi Luther
Willi Luther (* 9. August 1909 in Westerhüsen; † 24. Juni 1996 in Wolfsburg) war ein deutscher Fotograf.

## Leben
Luther erlernte von 1924 bis 1927 das Stellmacherhandwerk. Es schloss sich eine Wanderzeit an, die ihn letztlich 1929 nach Hamburg führte. Dort arbeitete er auf der Deutschen Werft in Hamburg-Finkenwerder und wurde 1930 zum Elektroschweißer ausgebildet. Luther lebte in Finkenwerder und heiratete dort im Jahr 1934 Toni Wegener, die Tochter eines Schiffszimmermeisters. Privat befasste er sich mit Fotografie und absolvierte 1937/38 Kurse in der Hamburger Fotoschule Schwörer bei Willi Beutler. Seine Motive befassten sich vor allem mit Finkenwerder, der umgebenden Landschaft und den Menschen. Ein weiterer fotografischer Arbeitsschwerpunkt war die Werft und später der Hamburger Hafen und seine Umgebung.
Er absolvierte von 1940 bis 1943 eine weitere Ausbildung zum Techniker im Schiffbau, zugleich war er von 1942 bis 1943 in der Schweißerei der Deutschen Werft als Kalkulator und Arbeitsvorbereiter tätig.
Als Fotograf beteiligte er sich ab 1950 an diversen Ausstellungen, sowohl regional als auch überregional. 1952 wurden seine Arbeiten in Zeitschriften wie den Hamburger Hafen-Nachrichten und der Ship via Hamburg veröffentlicht. Als Fotograf arbeitete er jedoch noch nebenberuflich, andere Angaben bezeichnen ihn jedoch auch als Werkfotograf der Deutschen Werft. Luther wurde auf der photokina ausgezeichnet. Der Hamburger Senat ehrte ihn 1953 mit Urkunde und Medaille für seine fotografischen Arbeiten zum Thunfischfang der Finkenwerder Hochseefischer in der Nordsee. Luthers angeheirateter Neffe Heinrich Fock war Hochseefischer und ab 1949 Eigner des Hochseefischkutters HF 526 „Niederelbe“. 1952, 1964, 1975 und 1977 begleitete Luther seinen Neffen beim Fischfang und fertigte eine Vielzahl von Aufnahmen an.
Im Januar 1953 wurde er Werksfotograf und damit erster Abteilungsleiter der Fotozentrale bei Volkswagen in Wolfsburg. Er hatte sich gegen eine Vielzahl von Bewerbern durchgesetzt. Luther lebte mit seiner Familie in Fallersleben und war für Volkswagen tätig. Er trat am 31. Juli 1974 in den Ruhestand. Neben den Fotografien im Auftrag des Werks dokumentierte er auch die Entwicklung Wolfsburgs.
Im Ruhestand fertigte er insbesondere Farbdias von Reisen nach Süd- und Südwestafrika. Außerdem nutzte er Motive in seinem Garten. Er verstarb 1996.
Seine fotografischen Arbeiten befinden sich, soweit sie Hamburg betreffen, im Staatsarchiv Hamburg. Die Arbeiten für Volkswagen sind im VW-Werksarchiv und die Aufnahmen aus Wolfsburg und Umgebung im Stadtarchiv Wolfsburg erhalten. Die Volkswagen art foundation schreibt den nach Willi Luther benannten Willi-Luther-Preis für Pressefotografie aus.

## Veröffentlichungen (Auswahl)
- Seefischerei – Die Männer und Kutter von Finkenwerder., Heinz Linde, Willi Luther, Willy Mohr, München 1997, ISBN 3-924896-37-2
- Willi Luther. Ausschnitte aus dem fotografischen Werk., Herausgeber: Kunstverein Gifhorn 2001
- Wolfsburg : ereignisreiche Zeiten ; die 60er Jahre, Ingrid Eichstädt mit Fotos von Willi Luther, Wartberg-Verlag Gudensberg-Gleichen 2001, ISBN 978-3-86134-840-5